# Vorderseebacheralm

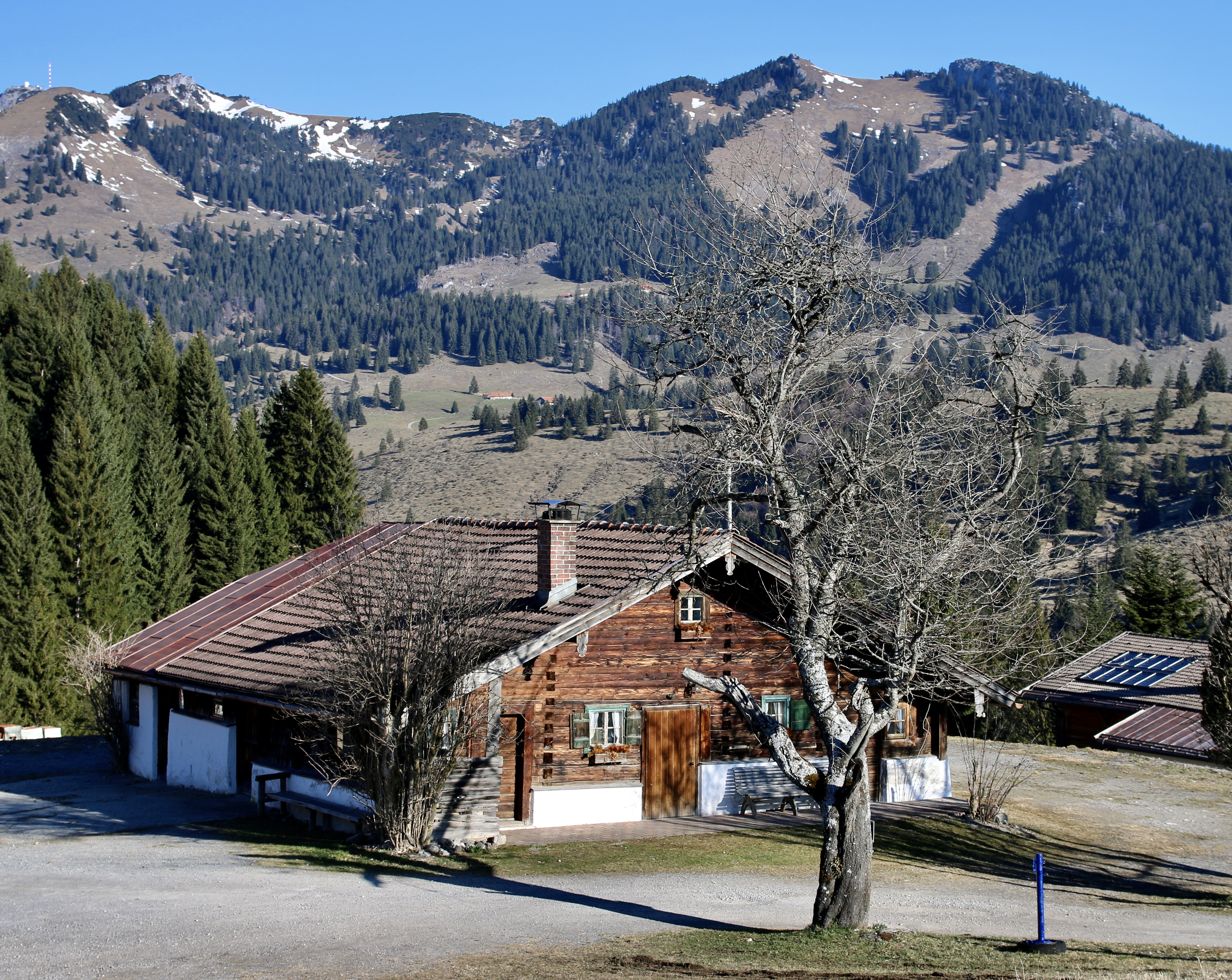
Die Vorderseebacheralm, im Hintergrund die Gipfel vom Wildalpjoch (rechts) und Wendelstein (links, mit Sendemast)

Die Vorderseebacheralm ist eine Alm im Ortsteil Niederaudorf der Gemeinde Oberaudorf.
Die Almhütte der Vorderseebachalm steht unter Denkmalschutz und ist unter der Nummer D-1-87-157-103 in die Bayerische Denkmalliste eingetragen.

## Baubeschreibung
Die Almhütte der Vorderseebacheralm ist ein Blockbau auf einem Steinsockel. Der Umbau ist an der Firstpfette mit dem Jahr 1908 bezeichnet, das Gebäude ist jedoch im Kern älter.

## Lage
Die Vorderseebachalm befindet sich im Skigebiet am Sudelfeld in unmittelbarer Nähe der Talstation der neuen 8er-Sesselbahn.
Koordinaten: 47° 40′ 30,5″ N, 12° 3′ 13,9″ O